# شهرک صنعتی

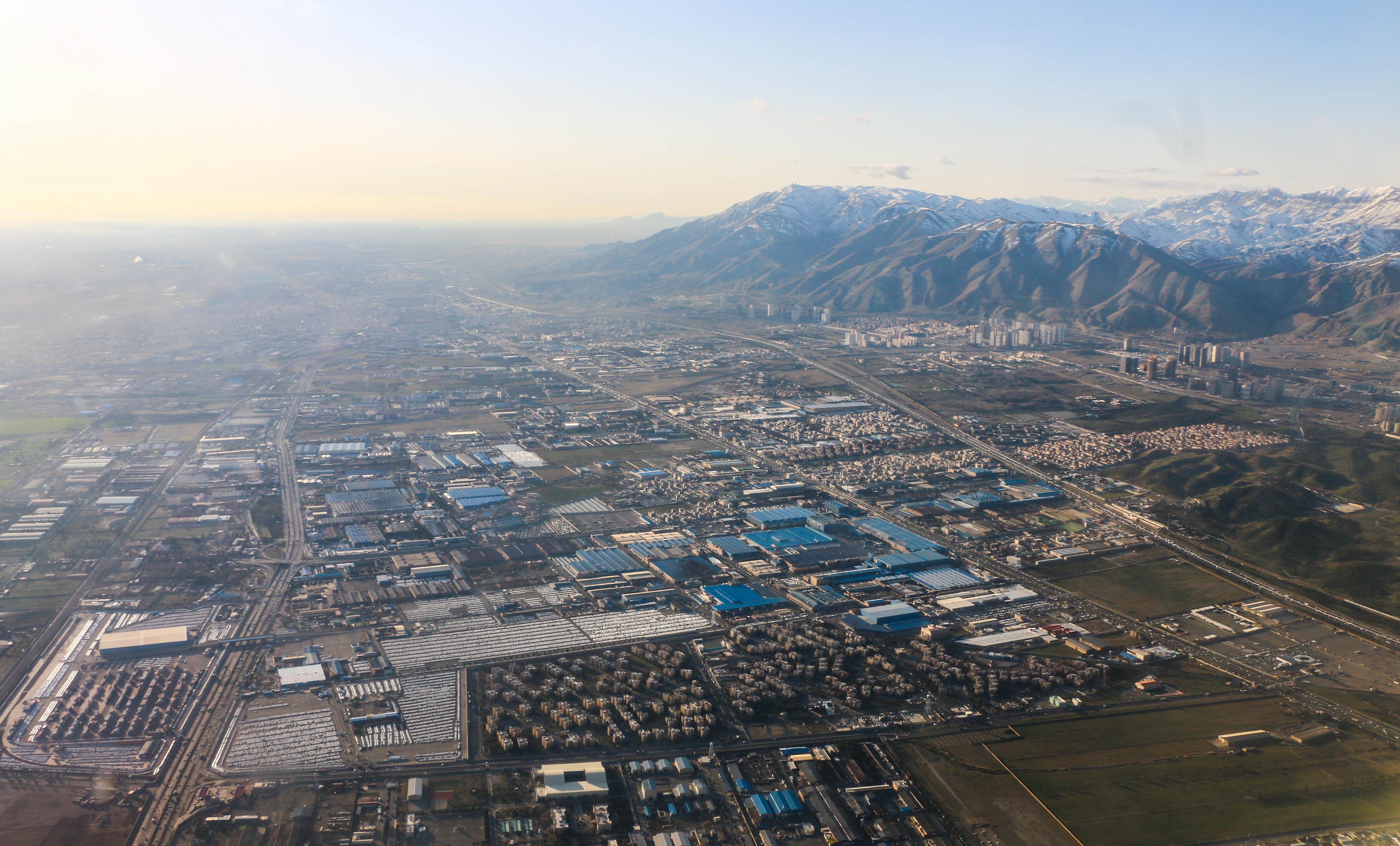
نمایی از شهرک‌های صنعتی بین تهران و کرج

شهرک صنعتی (به انگلیسی: Industrial Estate یا Industrial park) به شهرکی در فاصله حداقل ۲۰ کیلومتری از شهر اصلی گفته می‌شود که فقط شامل تعدادی کارخانه و کارگاه تولیدی می‌شود. مانند: شهرک صنعتی تهران، کرج یا قزوین

## تعریف شهرک صنعتی
شهرک صنعتی منطقه‌ای است که به منظور توسعه صنعتی و متمرکز شدن تولیدات صنعتی در نظر گرفته شده‌است. هدف از ایجاد شهرک صنعتی، توسعه صنعتی کشور در خارج از مناطق شهری است تا تأثیرات منفی بار صنعتی بر ساکنین شهری را به حداقل رسانده، آلایندگی را کم کرده و با دسترسی آسان به مسیر حمل و نقل، کمترین بار ترافیکی را در مناطق شهرنشین به بار آورد.

## فهرست شهرک‌های صنعتی ایران
فهرست شهرک‌های صنعتی مراکز استان‌های ایران
| ۱  | استان تهران               | شهرک‌های صنعتی تهران |                    |                   |                                         |   |               |                       |
| ۲  | استان خراسان رضوی         | شهرک‌های صنعتی خراسان رضوی |                    |                   |                                         |   |               |                       |
| ۳  | استان اصفهان              | شهرک صنعتی مورچه خورت شهرک صنعتی جی شهرک صنعتی اشترجان شهرک صنعتی محمودآباد شهرک صنعتی شمال (بزرگ) شهرک صنعتی مبارکه شهرک صنعتی علویجه |                    |                   |                                         |   |               |                       |
| ۴  | استان آذربایجان شرقی      | شهرک‌های صنعتی آذربایجان شرقی |                    |                   |                                         |   |               |                       |
| ۵  | استان البرز               | شهرک‌های صنعتی البرز |                    |                   |                                         |   |               |                       |
| ۶  | استان فارس                | شهرک‌های صنعتی فارس | شهرک صنعتی شیراز]] | شهرک صنعتی جهرم]] | شهرک صنعتی کوثر منطقه قطب اباد (جهرم)]] | ۷ | استان خوزستان | شهرک‌های صنعتی خوزستان |
| ۸  | استان آذربایجان غربی      | شهرک‌های صنعتی آذربایجان غربی |                    |                   |                                         |   |               |                       |
| ۹  | استان قم                  | شهرک‌های صنعتی قم |                    |                   |                                         |   |               |                       |
| ۱۰ | استان کرمانشاه            | شهرک‌های صنعتی کرمانشاه |                    |                   |                                         |   |               |                       |
| ۱۱ | استان سیستان و بلوچستان   | شهرک‌های صنعتی سیستان و بلوچستان |                    |                   |                                         |   |               |                       |
| ۱۲ | استان گیلان               | شهرک‌های صنعتی گیلان |                    |                   |                                         |   |               |                       |
| ۱۳ | استان کرمان               | شهرک‌های صنعتی کرمان شهرک صنعتی شماره یک کرمان شهرک صنعتی شماره دو کرمان (خضراء) شهرک صنعتی شماره سه کرمان شهربابک شهرک صنعتی شماره یک شهربابک شهرک صنعتی شماره دو شهربابک شهرک صنعتی رفسنجان شهرک صنعتی سیرجان شهرک صنعتی شماره یک جیرفت شهرک صنعتی شماره دو جیرفت |                    |                   |                                         |   |               |                       |
| ۱۴ | استان همدان               | شهرک‌های صنعتی همدان شهرک صنعتی سهند ملایر شهرک صنعتی حاجی‌آباد ملایر شهرک شوشاب ملایر |                    |                   |                                         |   |               |                       |
| ۱۵ | استان مرکزی               | شهرک‌های صنعتی مرکزی |                    |                   |                                         |   |               |                       |
| ۱۶ | استان یزد                 | شهرک‌های صنعتی یزد |                    |                   |                                         |   |               |                       |
| ۱۷ | استان اردبیل              | شهرک‌های صنعتی اردبیل |                    |                   |                                         |   |               |                       |
| ۱۸ | استان هرمزگان             | شهرک‌های صنعتی هرمزگان |                    |                   |                                         |   |               |                       |
| ۱۹ | استان قزوین               | شهرک‌های صنعتی قزوین |                    |                   |                                         |   |               |                       |
| ۲۰ | استان زنجان               | شهرک‌های صنعتی زنجان |                    |                   |                                         |   |               |                       |
| ۲۱ | استان لرستان              | شهرک‌های صنعتی لرستان |                    |                   |                                         |   |               |                       |
| ۲۲ | استان کردستان             | شهرک‌های صنعتی کردستان |                    |                   |                                         |   |               |                       |
| ۲۳ | استان گلستان              | شهرک‌های صنعتی گلستان |                    |                   |                                         |   |               |                       |
| ۲۴ | استان مازندران            | شهرک‌های صنعتی مازندران |                    |                   |                                         |   |               |                       |
| ۲۵ | استان خراسان شمالی        | شهرک‌های صنعتی خراسان شمالی |                    |                   |                                         |   |               |                       |
| ۲۶ | استان بوشهر               | شهرک‌های صنعتی بوشهر |                    |                   |                                         |   |               |                       |
| ۲۷ | استان خراسان جنوبی        | شهرک‌های صنعتی خراسان جنوبی |                    |                   |                                         |   |               |                       |
| ۲۸ | استان ایلام               | شهرک‌های صنعتی ایلام |                    |                   |                                         |   |               |                       |
| ۲۹ | استان چهارمحال و بختیاری  | شهرک‌های صنعتی چهارمحال و بختیاری |                    |                   |                                         |   |               |                       |
| ۳۰ | استان سمنان               | شهرک‌های صنعتی استان سمنان |                    |                   |                                         |   |               |                       |
| ۳۱ | استان کهگیلویه و بویراحمد | شهرک‌های صنعتی کهگیلویه و بویراحمد |                    |                   |                                         |   |               |                       |

## مزایای استقرار صنایع در شهرک‌های صنعتی
- عدم نیاز به دریافت مجوزهای جداگانه از ادارات مختلف
- مستثنی بودن از قانون شهرداری‌ها
- پرداخت نقد و اقساط هزینه‌های انتفاع از تأسیسات
- صدور رایگان و در اسرع وقت مجوزهای ساخت و ساز و پایان کار
- واگذاری اداره شهرک‌های صنعتی به هیئت امنای متشکل از صاحبان صنایع
- امکان اجاره یا خرید سالن‌های آماده برای تسریع در بهره‌برداری از واحد تولیدی
- بخشودگی قسمتی از هزینه‌های انتقاع از تأسیسات برای واحدهایی که زودتر از زمان پرداخت اقساط خود به بهره‌برداری می‌رسند.
- کاهش هزینه‌های سرمایه‌گذاری به دلیل استفاده از خدمات مشترک سازماندهی شده شرکت شهرک‌های صنعتی از جمله آب، برق، تلفن، گاز و تصفیه خانه فاضلاب.
- در شعاع ۳۰ کیلومتری مراکز استان‌ها و شهرهای بالای ۳۰۰ هزار نفر، معافیت مالیاتی ماده ۱۳۲ قانون مالیات‌ها فقط مشمول واحدهایی می‌شود که در شهرک‌های صنعتی مستقر می‌باشند.